# Raiamas guttatus
Raiamas guttatus es una especie de peces de la familia de los Cyprinidae en el orden de los Cypriniformes.

## Morfología
Los machos pueden llegar alcanzar los 30 cm de longitud total.

## Hábitat
Es un pez de agua dulce.

## Distribución geográfica
Se encuentra en la India, Birmania (río Irrawaddy), río Mekong, río Chao Phraya, río Salween y norte de la península de Malaca.